# Chazz Witherspoon
Chazz Witherspoon (* 16. September 1981 in Woodbury, New Jersey, USA) ist ein US-amerikanischer Schwergewichtsboxer.

## Amateur
Witherspoon war nur zwei Jahre Amateur. Ursprünglich plante er, professionell Basketball zu spielen. Nachdem es ihm jedoch nicht gelang, einen Vertrag bei einer NBA-Mannschaft zu bekommen, stieg er auf Boxen um.
Im Jahr 2004 belegte er bei den US-amerikanischen Meisterschaften im Schwergewicht (bis 91 kg) den zweiten Platz, konnte sich aber nicht für die Olympischen Spiele qualifizieren, weil er gegen Devin Vargas verlor. Er siegte bei den „National Golden Gloves“ 2004 und gewann dabei alle Kämpfe vorzeitig. Als Amateur gewann er 25 Kämpfe bei sechs Niederlagen und einem Unentschieden.

## Profi
Er wurde 2004 Profi und vom einflussreichen Shelly Finkel unter Vertrag genommen. Zunächst konnte er alle seinen Kämpfe gegen Aufbaugegner gewinnen. Dabei überraschte viele Beobachter, dass er als Profi eine eher durchschnittliche Schlagkraft zeigte und seine Gegner überwiegend auskonterte.
Im Juli 2008 traf er auf seinen bisher stärksten Gegner, den ebenfalls noch ungeschlagenen Mexikaner Chris Arreola. Chazz Witherspoon musste in der dritten Runde zwei Niederschläge hinnehmen. Den zweiten Niederschlag erzielte Arreola, als der Gong zum Rundenende ertönte, woraufhin ein Sekundant Witherspoons den Ring betrat. Da Witherspoon aufgrund des Niederschlags aber angezählt wurde und die Runde somit trotz des Gongs nicht offiziell beendet war, disqualifizierte der Ringrichter Witherspoon, da sich während des Kampfes nur die beiden Boxer und der Ringrichter im Ring aufhalten dürfen.

## Sonstiges
Chazz Witherspoon ist ein Cousin zweiten Grades des früheren Schwergewichtsweltmeisters Tim Witherspoon. Witherspoon absolvierte ein Pharma-Marketing Studium an der Saint Joseph’s University, welches er im Mai 2005 erfolgreich abschloss.